# Kurt Flecker
Kurt Flecker (* 21. Dezember 1947 in Graz) ist ein österreichischer Landespolitiker (SPÖ) in der Steiermark.
Kurt Flecker absolvierte ein Rechtswissenschaftstudium und wurde 1970 zum Doktor promoviert. Von 1988 bis 1990 war er der Geschäftsführer der steiermärkischen Landesholding.

## Politische Karriere
1990–1991 war Flecker der Landesgeschäftsführer der SPÖ-Steiermark. Er war 1991–2000 Mitglied des Steiermärkischen Landtages und 1996–2000 Obmann des Landtagsklubs. Das Amt eines Landesrats hatte er ab 7. November 2000 inne und wurde ab 25. Oktober 2005 zweiter Landeshauptmann-Stellvertreter der Steiermark. Er war in der Landesregierung Voves zuständig für die Bereiche Soziales, Kultur und Arbeit. 
Im September 2009 wurde die Landesregierung umgebildet. Landtagspräsident Siegfried Schrittwieser wurde Landesrat und Kurt Flecker wurde am 22. September 2009 vom Landtag mit den Stimmen der SPÖ und der KPÖ zum Landtagspräsidenten gewählt. Die ÖVP wollte den Wechsel nicht mittragen und unterstützte die von den GRÜNEN aufgestellte Kandidatin Edith Zitz. ÖVP-Klubchef Christopher Drexler lobte zwar Flecker als „einen der profiliertesten Politiker der Sozialdemokratie im Land“, der auch als Kulturreferent Akzente gesetzt habe, wolle aber nicht ein Jahr vor den Neuwahlen die Personalrochaden von Landeshauptmann Franz Voves „einfach abnicken“. Flecker wurde schließlich mit 29 von 56 Stimmen zum Landtagspräsidenten gewählt. Bei der konstituierenden Sitzung des Landtages nach der Landtagswahl in der Steiermark 2010, am 21. Oktober 2010, stellte sich Kurt Flecker nicht mehr der Wahl und machte seinem Parteikollegen Manfred Wegscheider Platz. Seine Abschiedsrede sorgte aber für mehr Interesse bei den Medien als die Antrittsrede seines Nachfolgers.
Von 1993 bis 2005 war Flecker der Vorsitzende der SPÖ-Bezirksparteiorganisation Liezen. Seit 2009 ist Flecker Präsident der Steirischen Gesellschaft für Kulturpolitik.